# 12 Aquarii
12 Aquarii è un sistema stellare di magnitudine 5,89 situata nella costellazione dell'Aquario. La sua distanza dal sistema solare non è nota.

## Osservazione
Si tratta di una stella situata nell'emisfero celeste australe, ma molto in prossimità dell'equatore celeste; ciò comporta che possa essere osservata da tutte le regioni abitate della Terra senza alcuna difficoltà e che sia invisibile soltanto molto oltre il circolo polare artico. Nell'emisfero sud invece appare circumpolare solo nelle aree più interne del continente antartico. La sua magnitudine pari a 5,9 la pone al limite della visibilità ad occhio nudo, pertanto per essere osservata senza l'ausilio di strumenti occorre un cielo limpido e possibilmente senza Luna.
Il periodo migliore per la sua osservazione nel cielo serale ricade nei mesi compresi fra fine agosto e dicembre; da entrambi gli emisferi il periodo di visibilità rimane indicativamente lo stesso, grazie alla posizione della stella non lontana dall'equatore celeste.

## Caratteristiche fisiche
12 Aquarii A è una stella gigante gialla di magnitudine 5,89. Risulta essere una binaria spettroscopica; 12 Aquarii Ab, di magnitudine 8,3, è separata da 0,30 secondi d'arco da Aa e con angolo di posizione di 238 gradi.
12 Aquarii B, o HD 200496 è una stella bianca di sequenza principale di magnitudine 7,50 ed è distante da A di 2,5".